# 张冠生
张冠生（1927年—），男，江苏崇明（今属上海）人，中国电器专家，曾任福州大学教授、博士生导师。